# Solo (Getränk)

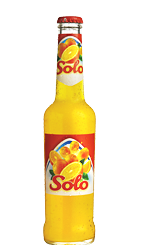
Traditionelle Solo Flasche (2010)

Solo ist ein kohlensäurehaltiges Getränk mit Orangengeschmack, welches in Norwegen produziert und verkauft wird. Das Getränk wurde erstmals 1934 auf den Markt gebracht, nachdem Torleif Gulliksrud das Rezept aus Spanien zur Tønsberg Bryggeri brachte. Solo hatte 2005 7 % Marktanteil, war aber bis in die 1960er Jahre die im Land meistverkaufte Brause, bis sie von Coca-Cola und Pepsi eingeholt wurde. In Spitzenzeiten hatte die Marke bis zu 25 % Marktanteil.

## Abfüllung
Das Getränk wird von den Brauereien Ringnes, Oskar Sylte, Aass und Mack abgefüllt, welchen auch die Vertriebsgesellschaft A/S Solo gehört. Diese Gesellschaft besitzt auch die Markenrechte für Solo Lett, Solo Pluss, Solrik und Solo Fruktis Appelsin.

## Dies und Das
- Nach dem Zweiten Weltkrieg war Zucker oft Mangelware; daher musste Solo den Zuckerinhalt des Getränks bis 1952 reduzieren.
- 1959 wurden im Juni 8.270.159 Flaschen verkauft. Nach dieser Zahl wurde in einem Preisausschreiben gefragt, welches Solo zum 25. Jubiläum ausschrieb.
- 1982 erschien Solo erstmals in Halbliterflaschen aus Glas, im Jahr darauf in der 0,33-l-Dose. 1993 kamen erstmals Halbliterflaschen aus Plastik.
- 1994 wurde wieder das ursprüngliche Etikett eingeführt, das seit 1934 etliche Veränderungen erfahren hatte.